# 石田 (大阪市)
石田（いしだ）は、大阪府大阪市港区にある町名。現行行政地名は石田一丁目から石田三丁目。2019年（平成31年）3月31日現在の人口は0人。

## 地理
港区の南西部に位置し、東に福崎、西に八幡屋、北に三先と接している。町内の殆どを倉庫が占めている。

### 河川
- 安治川

## 事業所
2016年（平成28年）現在の経済センサス調査による事業所数と従業員数は以下の通りである。
| 丁目       | 事業所数 | 従業員数 |
| ---------- | -------- | -------- |
| 石田一丁目 | 14事業所 | 255人    |
| 石田二丁目 | 13事業所 | 192人    |
| 石田三丁目 | 26事業所 | 502人    |
| 計         | 53事業所 | 949人    |

## 交通
- 阪神高速16号大阪港線
朝潮橋PA

## 施設
- 住友倉庫 安治川倉庫
- 日本通運 安治川倉庫
- 鴻池運輸 安治川倉庫

## その他

### 日本郵便
- 〒552-0006[3]（集配局：大阪港郵便局[6]）